# Josef Schönwälder

Josef Schönwälder

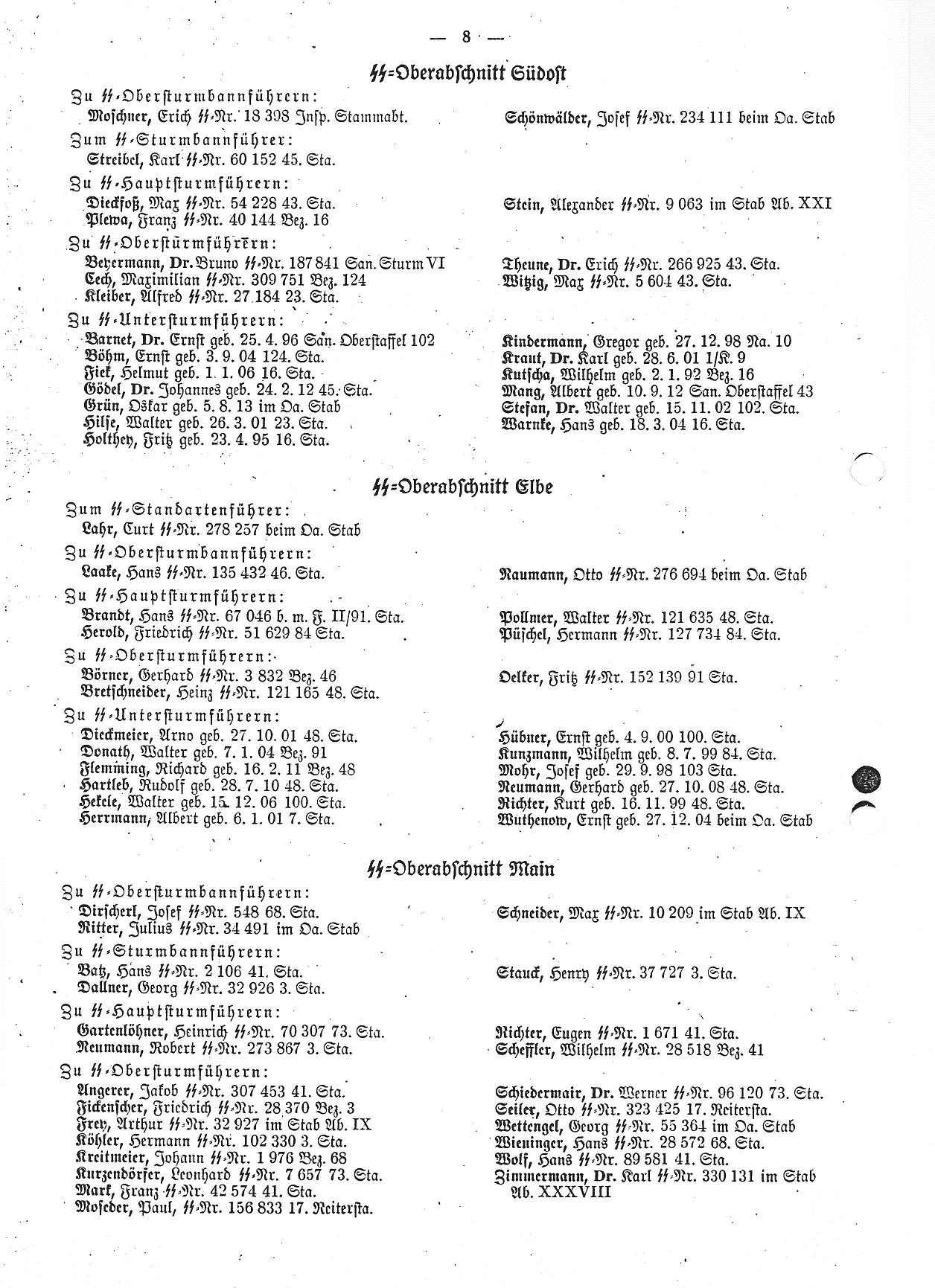
Beförderung zum SS-Obersturmbannführer an Hitlers Geburtstag 1942 im SS-Verordnungsblatt

Josef Schönwälder, auch Seff Schönwälder (* 13. Juli 1897 in Endersdorf, Österreich-Ungarn; † 24. Mai 1972 in Wesel), war ein nationalsozialistischer deutscher Politiker und Oberbürgermeister von Sosnowitz, nach dem Zweiten Weltkrieg war er Kommunalpolitiker (FDP) in der nordrhein-westfälischen Stadt Wesel.

## Leben
Schönwälder besuchte von 1904 bis 1911 die Volksschule in Saubsdorf. Von 1911 bis 1914 wurde er an der Fachschule für Steinbearbeitung Saubsdorf zum Steinmetz ausgebildet.
Von 1915 bis 1918 nahm Schönwälder am Ersten Weltkrieg teil. Ab 1919 war er als Steinmetz und Bildhauer tätig. 1920 wurde er Mitglied im antisemitischen Deutschvölkischen Schutz- und Trutzbund. 1923 gründete er den Bund Jungvölkischer Wandervogel.
1922 trat Schönwälder erstmals in die NSDAP ein (Mitgliedsnummer 18.691). Im November 1929 wurde er Stadtverordneter in Bad Freienwalde (Oder). Ein Jahr später, 1930, wurde er Kreisleiter der NSDAP in Breslau.
Im September 1930 wurde Schönwälder als Kandidat seiner Partei für den Wahlkreis 4 (Potsdam I) in den Reichstag gewählt, dem er fortan ohne Unterbrechung für die restliche Dauer der Weimarer Republik und darüber hinaus während der gesamten Dauer der nationalsozialistischen Diktatur angehörte. Von September 1930 bis Juli 1932 vertrat er im Parlament den Wahlkreis 4 (Potsdam I), danach von Juli 1932 bis Mai 1945 den Wahlkreis 7 (Breslau). Von 1932 bis 1933 war Schönwälder zudem Mitglied des Preußischen Landtages.
1931 gründete Schönwälder die Deutsche Bühne Breslau. Am 1. Juli 1931 wurde Schönwälder zum Untergauleiter des Untergaues Mittelschlesien ernannt. Außerdem amtierte er von Juli 1932 bis März 1933 als Kreisleiter des Kreises Breslau Stadt. Des Weiteren war er Landesleiter des Kampfbundes für deutsche Kultur und der Deutschen Bühne. Nach Zusammenlegung beider Organisationen wurde er Landesobmann der NS-Kulturgemeinde.
Vom 23. März 1933 bis 1. Oktober 1940 amtierte Schönwälder als Bezirksbürgermeister von Breslau. Anschließend wurde er Oberbürgermeister von Sosnowitz. Hier war er an der Errichtung des dortigen Ghettos beteiligt sowie an der Niederschlagung eines dortigen Aufstandes der Insassen anschließend der gewaltsamen Auflösung.
Dem Reichstagshandbuch zufolge trat er seit den späten 1930er Jahren zudem als Reichsredner der NSDAP auf.
Schönwälder gehörte seit 1934 der SS an (Mitgliedsnummer 234.111). Seit 1941 bekleidete er den Rang eines Obersturmbannführers.
Nach dem Zweiten Weltkrieg lebte Schönwälder in Wesel und war für die dortige FDP Stadtverordneter und Fraktionsvorsitzender. Außerdem war er maßgeblich am nationalsozialistischen Naumann-Kreis beteiligt.